# Рыбный рынок

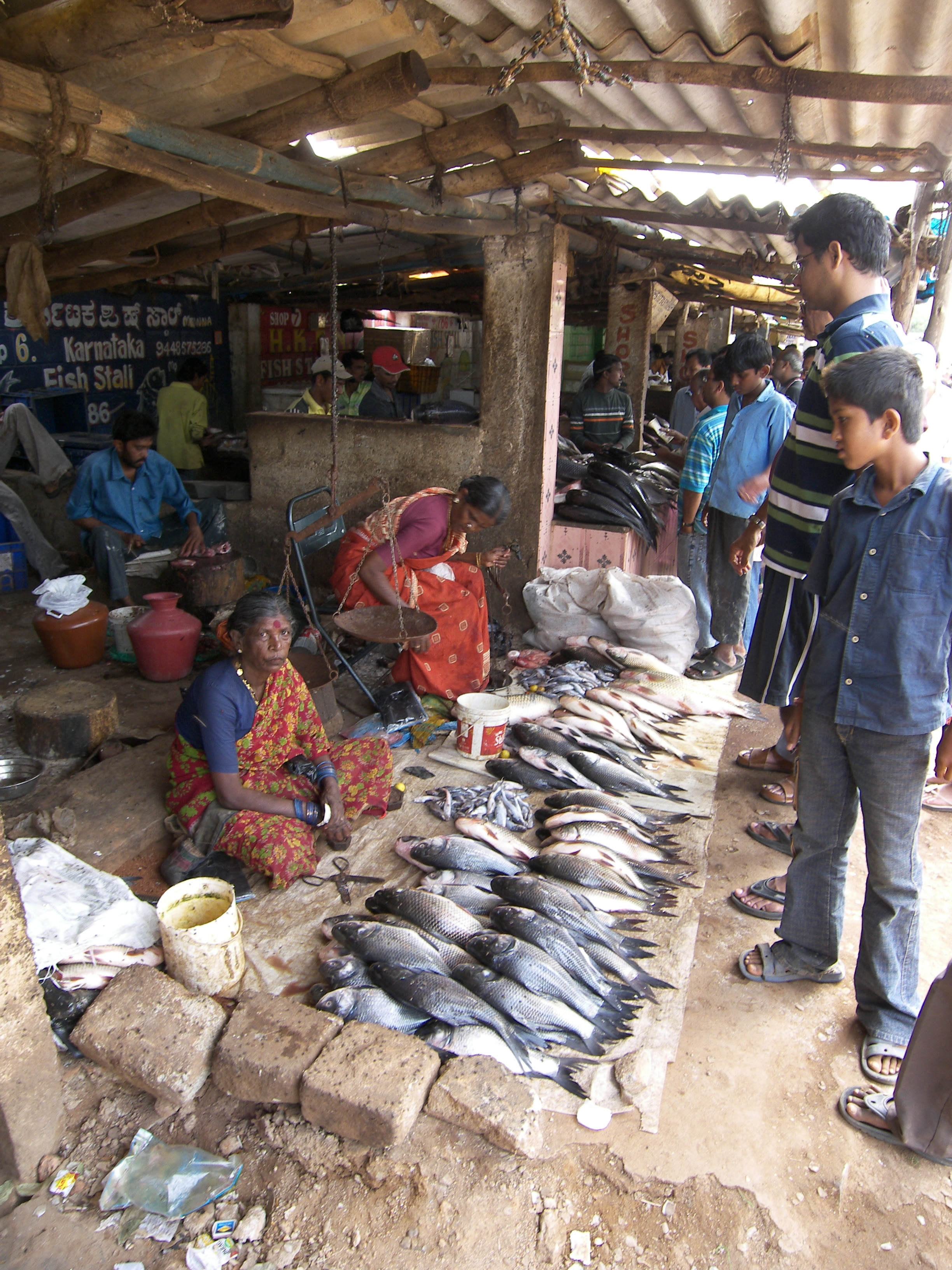
Рыбный рынок в Бангалоре.

Рыбный рынок — рынок, на котором осуществляется продажа рыбы и других морепродуктов. На таком рынке может осуществляться как оптовая торговля между рыбаками и рыботорговцами, так и продажа морепродуктов индивидуальным потребителям, или же оба вида операций. На розничных рыбных рынках, являющихся разновидностью «мокрого рынка», часто осуществляется продажа быстрого питания из рыбы.
Размеры рыбных рынков могут варьироваться от маленьких рыб киосков до огромных торговых пространств, таких как рыбный рынок Цукидзи в Токио, где реализуется около 660000 тонн рыбы и морепродуктов в год.
В английском языке термин «рыбный рынок» (fish market) может также использоваться применительно к маркетинговым операциям, связанным с рыботорговлей.

## История и развитие

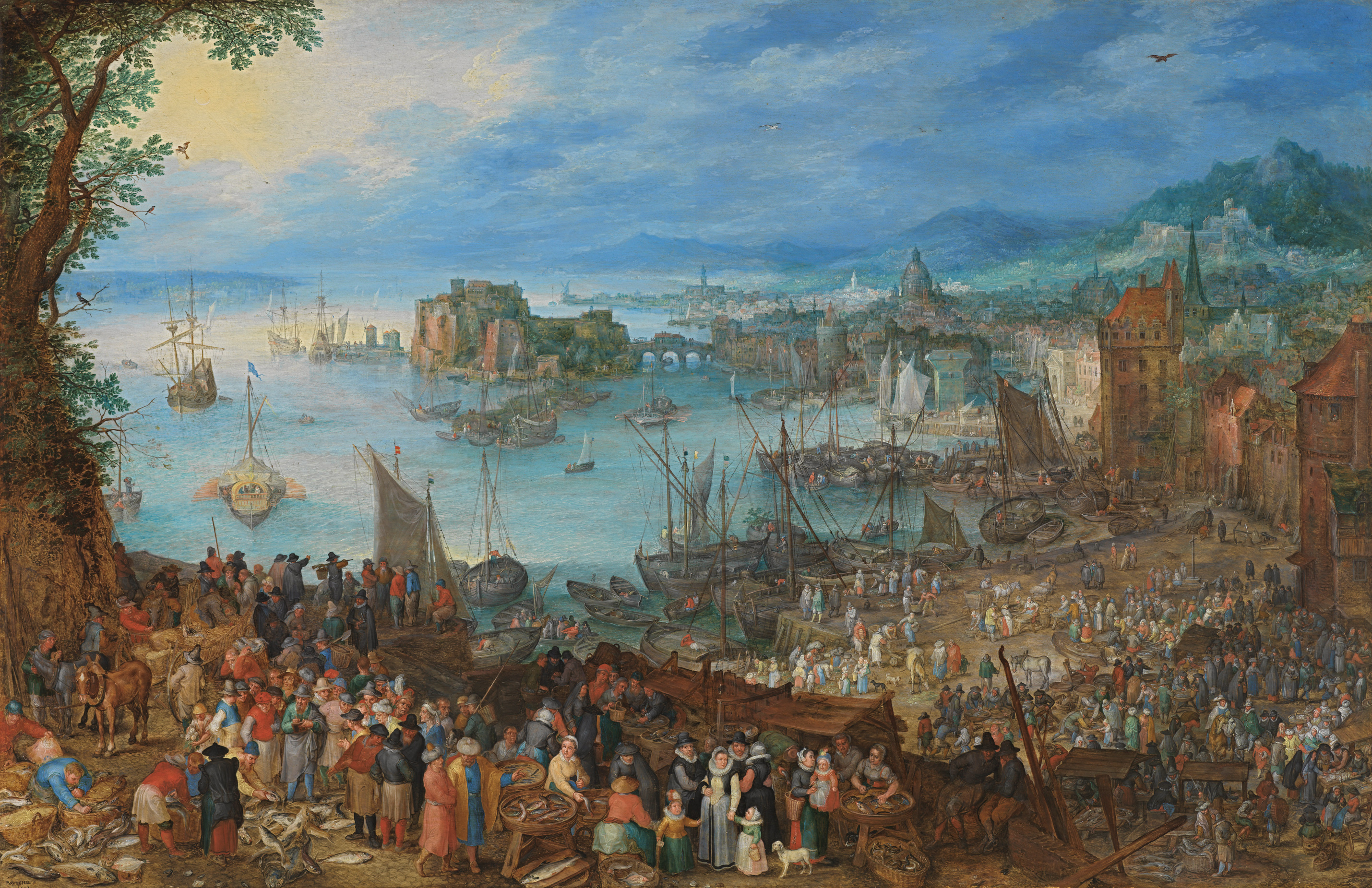
«Большой рыбный рынок», картина Яна Брейгеля-старшего.

Рыбные рынки были известны ещё в древности. Они являлись общественными местами, где могло собираться большое количество людей, чтобы в том числе обсуждать текущие события и местных политиков.
Поскольку морепродукты обладают небольшим сроком годности, изначально рыбные рынки чаще всего возникали в приморских поселениях. После того людям стали известны лёд и другие простые способы охлаждения, они стали появляться и в крупных городах вдали от моря, которые имели надёжные торговые связи с побережьем.
Поскольку во второй половине XIX и XX веках стали появляться холодильники и быстро двигающийся транспорт, появление рыбных рынков технически стало возможным в любом месте. Однако поскольку современная торговля в значительной степени сместилась от рынков к розничным торговым точкам, таких как супермаркеты, значительная часть рыбы и других морепродуктов во всём мире в настоящее время продаются потребителям через магазины подобного типа, как и большинство других продуктов питания.
Таким образом, в настоящее время большинство крупных рыбных рынков в основном занимаются оптовой торговлей, а существующие розничные рынки, торгующие рыбой, продолжают работать в большей степени по «традиционным», а не по коммерческим причинам. Оба типа рыбных рынков часто являются туристическими достопримечательностями.

## Известные рыбные рынки
- Рынок Цукидзи (Токио, Япония) — крупнейший в мире рыбный рынок, продажи составляют около 660000 тонн в год;
- Ла Нуэва Вига (Мехико, Мексика) — второй по размеру рыбный рынок в мире, продажи от 250000 до 550000 тонн в год;
- Меркамадрид (Мадрид, Испания) — третий по размеру рыбный рынок в мире, продажи около 220000 тонн в год.
- Фултонский рыбный рынок[англ.] (Нью-Йорк, США).